# پادشاه خانه‌به‌دوش
پادشاه خانه‌به‌دوش (انگلیسی: The Vagabond King) یک موزیکال به کارگردانی مایکل کورتیز است که در سال ۱۹۵۶ منتشر شد.
این فیلم اقتباسی از یک اپرت به همین نام اثرِ «رودولف فریمل» است که در سال ۱۹۲۵ اجرا شده بود.
این فیلم، آخرین فیلمی بود که «کاترین گریسون» و «والتر همپدن» بازی کردند و «والتر همپدن» که نقش لویی یازدهم را بازی کرده بود، حدود یک سال قبل از اکران عمومی فیلم، درگذشت.
موسیقی فیلم اثر «رودولف فریمل» و اشعار ترانه اثر «جانی برک» است.

## بازیگران
- کاترین گریسون
- ریتا مورنو
- سدریک هاردویک
- لسلی نیلسن
- جک لرد
- وینسنت پرایس
- ویلیام پرینس
- گوین گوردن
- اُرِست کرکاپ
- والتر همپدن
- بیلی واین
- لَری پنل